# Station Narborough
Narborough is een spoorwegstation van National Rail in Narborough, Blaby in Engeland. Het station is eigendom van Network Rail en wordt beheerd door East Midlands Railway. 